# Companhia de Moçambique
A Companhia de Moçambique GCIC foi uma companhia majestática da colónia portuguesa de Moçambique, com direitos de soberania delegados pelo Estado . Tinha a concessão das terras que abrangem as actuais províncias de Manica e Sofala.
Esta empresa foi fundada em Fevereiro de 1891 com um capital social de cerca de 5 milhões de dólares provenientes de financiadores da Alemanha, Reino Unido e África do Sul. A concessão tinha o prazo de 50 anos, durante os quais a empresa podia, não apenas explorar os recursos e a mão-de-obra ali existente (através da cobrança de impostos), mas também subconcessionar partes do território. O Estado Português receberia 7,5% dos lucros da Companhia.
A Companhia teve a sua sede na Beira, onde controlava a administração pública e os correios, tendo inclusivamente criado um banco privado - o Banco da Beira - que emitia moeda, com a denominação de Libra.
Durante a Monarquia, um dos seus mais notáveis Governadores foi Manuel Rafael Gorjão Henriques (1898-1900), ao qual a população da Beira pediu, em Setembro de 1899, «um aumento dos seus impostos», como relata o Diário de Moçambique de 6 de maio de 1965. Foi também seu administrador-delegado, até à sua morte em 1914, o par do reino, Conselheiro de Estado, Ministro dos Negócios Estrangeiros e professor universitário, António Eduardo de Sousa Azevedo Vilaça.
A 8 de Dezembro de 1939 foi agraciada com a Grã-Cruz da Ordem do Império Colonial.
A 18 de Julho de 1942, o território de Manica e Sofala passou para administração directa do governo colonial e a Companhia de Moçambique, agora com a denominação SARL, continuou a operar  nos sectores agro-industrial e comercial. A 20 de Outubro de 1961 a Companhia de Moçambique converteu-se no Grupo Entreposto Comercial de Moçambique que, a 6 de Setembro de 1972 se transformou em holding, com a participação de capitais de várias sociedades, a Entreposto - Gestão e Participações (SGPS), SA.